# La Femme qui venait d'ailleurs
La femme qui venait d'ailleurs (The Woman Who Fell to Earth) est le premier épisode de la onzième saison de la seconde série télévisée britannique Doctor Who. Il est diffusé le 7 octobre 2018 sur la chaîne de télévision britannique BBC One. Cet épisode marque le début de l'ère du Treizième Docteur, incarné par Jodie Whittaker.

## Distribution
Sauf indication contraire, les informations mentionnées dans cette section peuvent être confirmées par la base de données cinématographiques IMDb,  présente dans la section « Liens externes ».
- Jodie Whittaker : Treizième Docteur
- Mandip Gill : Yasmin Khan
- Tosin Cole : Ryan Sinclair
- Bradley Walsh : Graham O'Brien
- Philip Abiodun : Dean
- Hazel Atherton : Sissy Roberts, conducteur de train
- Sharon D. Clarke : Grace O'Brien
- Jonny Dixon (en) : Karl
- Asif Khan : Ramesh Sundur
- Asha Kingsley : Sonia
- Stephen MacKenna : Dennis
- Janine Mellor (en) : Janey
- Samuel Oatley : Tim Shaw
- Amit Shah : Rahul
- James Thackeray : Andy
- Everal A. Walsh (en) : Gabriel

## Synopsis
« Nous n'avons pas d'aliens à Sheffield. » Dans une ville du sud du Yorkshire, Ryan Sinclair, Yasmin Khan et Graham O'Brien sont sur le point de changer de vie pour toujours, alors qu'une mystérieuse femme incapable de se souvenir de son propre nom, tombe du ciel étoilé. Peuvent-ils croire un mot de ce qu'elle dit ? Et peut-elle aider à résoudre les étranges événements se déroulant à travers toute la ville ?

### Continuité
- Le Treizième Docteur dit, qu'une demi-heure plus tôt, elle était « un Écossais aux cheveux blancs », faisant référence au Douzième Docteur.
- Il s'agit de l'un des rares épisodes où l'on ne voit pas le TARDIS.
- Comme dans l'épisode Dans les bras de Morphée, il n'y a pas de générique de début. Néanmoins, on peut entendre un bref extrait du générique lorsque le Docteur se relève de sa chute et affronte la créature dans le train.
- Grâce au surplus d'énergie post-régénération, le Docteur parvient à survivre à une grande chute. Ce n'est pas la première fois que l'énergie post-régénération est utilisée pour guérir : dans L'Invasion de Noël, le Dixième Docteur récupère sa main tranchée.

## Production et diffusion

### Production
Cet épisode est le premier épisode de la onzième saison de Doctor Who, et marque le début d'une nouvelle ère : il s'agit du premier épisode du Treizième Docteur, incarné par Jodie Whittaker depuis la fin d'Il était deux fois, et aussi du premier épisode ayant Chris Chibnall pour producteur-exécutif. Celui-ci prend la relève après Steven Moffat, qui occupa cette fonction de 2010 à 2017.
Chibnall a déjà écrit des scénarios pour la série : Brûle avec moi (2007), La Révolte des Intra-Terrestres (2010), Des dinosaures dans l’espace et L’Invasion des cubes (2012).
Le tournage de l'épisode avait commencé en novembre 2017.
Le 25 juin 2018, une scène de l'épisode a fuité sur l'Internet et a été partagée sur Twitter et YouTube ; de la même façon qu'en 2014, à l'aube de la diffusion de la saison 8, les scripts des cinq premiers épisodes avaient été divulgués sur l'Internet,.
À la suite de cette fuite, la BBC a décidé de porter plainte, prenant l'affaire « très au sérieux ».

### Diffusion
La femme qui venait d'ailleurs est diffusé pour la première fois en France le 11 octobre 2018 sur France 4, en version originale sous-titrée à 22 h 25 ainsi que le 13 janvier 2019 à 17 h 55 pour la version française.

## Réception critique
La femme qui venait d'ailleurs a battu le record d'audience des épisodes marquant les débuts de 11e et 12e Docteurs sur BBC One, avec 8,2 millions de téléspectateurs (contre 8 millions pour Matt Smith et 6,2 millions pour Peter Capaldi). Notons cependant que, contrairement aux saisons précédentes, cette onzième saison est diffusée le dimanche à 18h45 et l'énorme promotion et engouement autour de la nouvelle actrice a sûrement influencé les audiences. Sur BBC America, où l'épisode était diffusé en simultané, il bat également l'épisode marquant les débuts du 10e Docteur.